# Đạo đức kinh doanh của người Do Thái

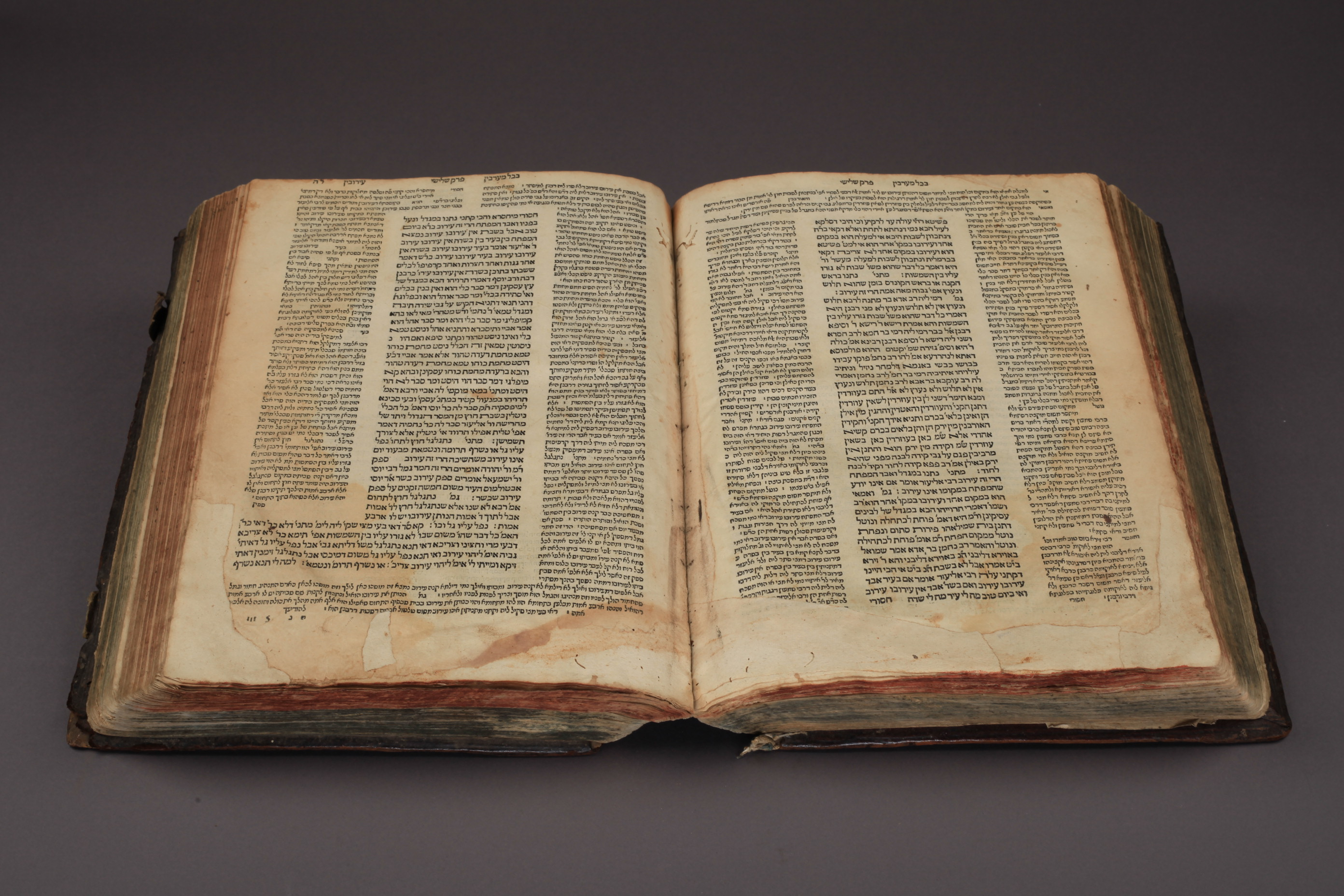
Thánh thư Talmud một bộ cổ thư của người Do Thái có đề cập đến các lề luật về đạo đức kinh doanh

Đạo đức kinh doanh của người Do Thái (Jewish business ethics) là một hình thức đạo đức Do Thái được áp dụng để xem xét điều chỉnh các vấn đề đạo đức nảy sinh trong môi trường kinh doanh hay đạo đức kinh doanh. Theo truyền thống, người Do Thái được dạy dỗ cách kinh doanh một cách trung thực và đạo đức. Nền tảng đạo đức kinh doanh của người Do Thái được ghi nhận trong Kinh Torah với hơn 100 Mitzvot liên quan đến Kashrut (sự hợp quy) về tiền bạc của một người, trên thực tế, còn nhiều hơn nữa so với luật lệ Kashrut trong việc ăn uống. Do đó, chủ đề đạo đức kinh doanh nhận được sự quan tâm có chiều sâu trong văn học Rabbinic, cả từ quan điểm đạo đức (phong trào Mussar) và quan điểm pháp lý (Halakha).
Sức hút tổng quát mà đạo đức kinh doanh được xem xét trong tư tưởng của người Do Thái được minh họa bằng câu nói được trích dẫn nhiều lần tại Talmud Shabbat rằng trong Kiếp sau, khi ngày phán xét đến thì câu hỏi đầu tiên được cật vấn là "liệu bạn có trung thực trong kinh doanh không?". Tương tự, hình phạt phải nhận đối với hành vi kinh doanh không trung thực được coi là nghiêm khắc hơn các loại tội lỗi khác. Các tổ chức bao gồm Đại học Harvard, cao đẳng Brooklyn College, và Học viện Do Thái Rohr đều có các khóa học giảng dạy về Đạo đức kinh doanh của người Do Thái cho sinh viên và các chuyên gia. Trong văn hóa Do Thái thì người Do Thái có truyền thống coi kiến thức trí tuệ là thứ quý nhất. Kinh Talmud viết: Tài sản có thể bị mất, chỉ có tri thức và trí tuệ thì mãi mãi không mất đi được, dân Do Thái chú trọng truyền đạt cho nhau các kinh nghiệm làm ăn, cùng nhau làm giàu nơi xứ người. 

## Dẫn luận

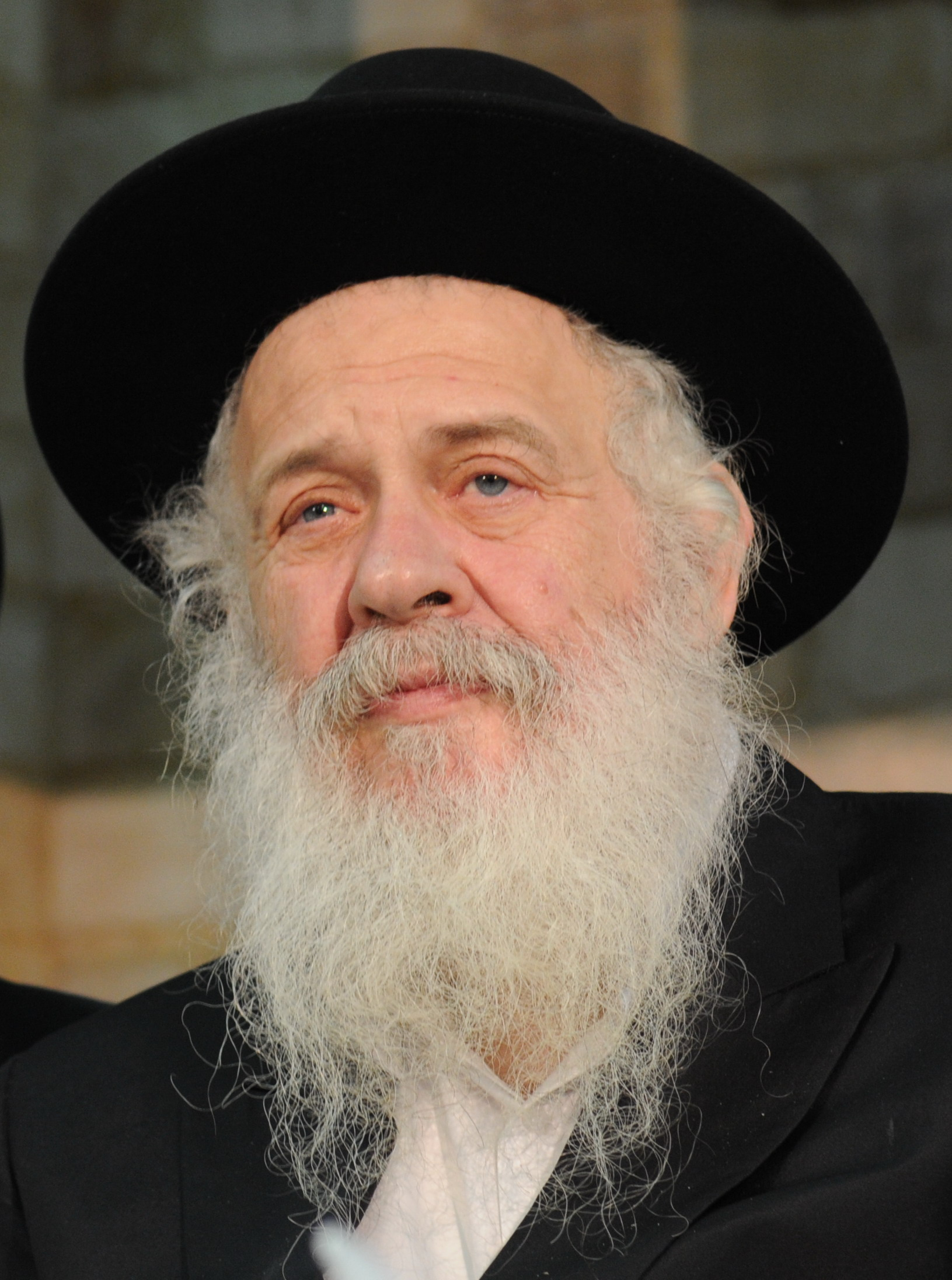
Một thương gia người Do Thái Ashkenazi da trắng mắt xanh

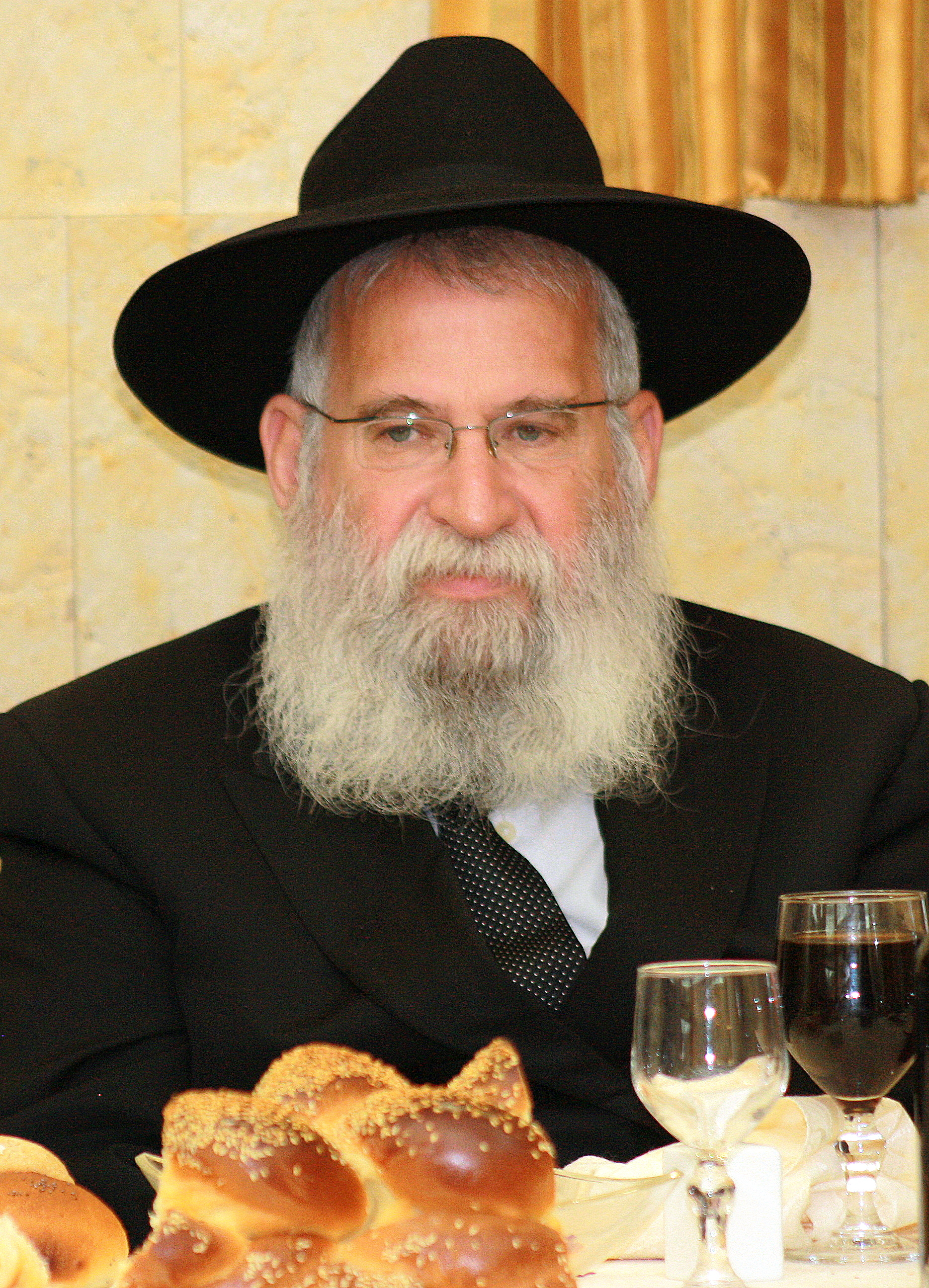
Một doanh nhân Do Thái da trắng

Đạo Do Thái đặc biệt coi trọng tài sản và tiền bạc, rất chú trọng nguyên tắc làm cho mọi người cùng có tài sản, tiền bạc, cùng giàu có. Max Weber viết: "Đạo Ki-tô không làm tốt bằng đạo Do Thái, vì họ kết tội sự giàu có". Cựu Ước có chép: "Vàng ở xứ này rất quý" (Genesis 2:12). Ý tưởng quý vàng bạc, coi trọng tài sản vật chất đã ảnh hưởng lớn tới người Do Thái, họ đều muốn giàu có. Khái niệm tài sản xuất hiện ngay từ cách đây hơn 3000 năm khi vua Ai Cập bồi thường cho vị tổ phụ Abraham, khiến ông này "có rất nhiều súc vật, vàng bạc" (Genesis 13:2). Thượng Đế Jehovah yêu cầu Abraham phải giàu để có cái mà thờ cúng Ngài. Thượng Đế cho rằng sự giàu có sẽ giúp chấm dứt nạn chém giết nhau. Khi Moses dẫn dân Do Thái đi khỏi Ai Cập cũng mang theo rất nhiều súc vật. Những người xuất thân gia đình giàu như Jacob, Saul, David đều được Cựu Ước ca ngợi là có nhiều phẩm chất tốt, tài năng, lập công và trở thành lãnh đạo, vua chúa.
Kinh Talmud viết: Mọi người phải yêu Thượng Đế với toàn bộ trái tim, cuộc đời và của cải của mình; mỗi người đều phải quan tâm tới tài sản; không ai được phép dùng tài sản của mình để làm hại kẻ khác và không ai được trộm cắp tài sản người khác; tài sản của một người nhưng không phải chỉ là của người đó mà phải dùng nó để giúp kẻ khác, nghĩa là phải sử dụng tài sản riêng của mình theo lệnh Thượng Đế, nghĩa là phải chia bớt cho người nghèo nên cộng đồng Do Thái hay giúp đỡ nhau để tất cả cùng giàu lên, không có ai nghèo khổ. Đạo Do Thái coi làm giàu là bổn phận vì người giàu có trách nhiệm không được bóc lột người nghèo mà phải chia một phần tài sản của mình để làm từ thiện. Những người Do Thái giàu có luôn sống rất giản dị, tiết kiệm và năng làm từ thiện. Người Do Thái dù sống lưu vong các quốc gia khác và ở đâu cũng bị cấm sở hữu mọi tài sản cố định nhưng dân tộc này vẫn nghĩ ra nhiều cách kinh doanh hữu hiệu bằng các dịch vụ như buôn bán, dành dụm tiền để cho vay lãi. Kinh Talmud viết nhiều quy tắc hữu dụng về kinh doanh như:
- Vay một quả trứng, biến thành một trại ấp gà đẻ ra trứng;
- Bán nhiều lãi ít tức là bán ba cái (lãi) chỉ bằng bán một cái;
- Mất tiền chỉ là mất nửa đời người, mất lòng tin (tín dụng) là mất tất cả;
- Nghèo thì đáng sợ hơn 50 loại tai nạn;
- Giúp người thì sẽ làm tăng tài sản; keo kiệt chỉ làm nghèo đi;
- Chỉ lấy đi thứ gì đã trả đủ tiền cho người ta;
- Biết kiếm tiền thì phải biết tiêu tiền.

Trọng tiền bạc là đặc điểm nổi bật ở người Do Thái, họ coi đó là phương tiện tốt nhất để bảo vệ mình và dân họ, họ sáng tạo ra nhiều biện pháp làm giàu rất khôn ngoan như tiệm cầm đồ và cho vay lãi nặng là sáng tạo độc đáo của người Do Thái, sau gọi là hệ thống ngân hàng. Buôn bán cũng là một biện pháp tồn tại khi trong tay không có tài sản cố định nào. Người Do Thái có bản năng kiếm tiền và làm cho tiền đẻ ra tiền, chính là thuyết lưu thông tiền tệ ngày nay. Sự quá gắn bó với tiền bạc là một lý do khiến người Do Thái bị chê bai. Tập quán cho vay lãi của người Do Thái bị nhiều nơi lên án. Hệ thống cửa hiệu của người Do Thái ở Đức là đối tượng bị đập phá. Người Đức có câu ngạn ngữ "Chẳng con dê nào không có râu, chẳng người Do Thái nào không có tiền để dành." Karl Marx từng viết: Tiền bạc là vị thần gắn bó với người Do Thái; xóa bỏ chủ nghĩa tư bản sẽ kéo theo sự xóa bỏ chủ nghĩa Do Thái. 